# Mimosa ramboi
Mimosa ramboi är en ärtväxtart som beskrevs av Arturo Erhardo Erardo Burkart. Mimosa ramboi ingår i släktet mimosor, och familjen ärtväxter. Inga underarter finns listade i Catalogue of Life.